# Артур Еванс
Сер А́ртур Джон Е́ванс (англ. Sir Arthur John Evans; 8 липня 1851, Неш-Міллз, Гартфордшир — 11 липня 1941, Юлбері, Оксфордшир) — британський історик та археолог, першовідкривач мінойської цивілізації, з 1900 року проводив розкопки в Кноссі, у своїх працях реконструював історію, культуру та релігію стародавнього Криту. Дійсний член Королівського товариства та Королівської інженерної академії, доктор філософії honoris causa (1901). 1874—1908 років очолював Королівське нумізматичне товариство, 1902 року був нагороджений його медаллю. Виконувана Евансом за власний кошт реставрація Кносського палацу була удостоєна Королівської золотої медалі від Королівського інституту британських архітекторів (1909). За заслуги 1911 року його піднесено до лицарського чину. 1936 року відзначений Медаллю Коплі з формулюванням «за піонерні праці на Криті, що доклались до дослідження історії мінойської цивілізації», а також золотої медалі Шведської академії.
Артур Еванс походив із родини археолоґа-любителя, здобув освіту в школі Герроу й Оксфордському університеті, де спеціалізувався на сучасній історії. Не зумівши одержати стипендію для вивчення археолоґії, 1875—1882 років працював журналістом у Боснії та Хорватії. Після депортації австрійською владою оселився в Оксфорді. 1883—1908 років був учений хранителем Ашмолівського музею; входив до ради піклувальників Британського музею. З 1909 року — екстраординарний професор археолоґії Оксфордського університету. Зацікавившись древностями Криту, 1899 року придбав пагорб Кносса, і 1900—1930 років проводив розкопки. З 1908 року, отримавши великий спадок, він власним коштом проводив реставраційні роботи в Кносському палаці, який з 1936 року передав Британській археолоґічній школі в Атенах. Здійснивши велику кількість археолоґічних відкриттів, А. Еванс заперечував участь греків у створенні мінойської цивілізації та прагнув удревнити критські знахідки, аби не пов'язувати їх із мікенською культурою. Він також монополізував дослідження в ділянці розшифрування древніх егейських письмен, але не добився успіху. Попри помилки, основні відкриття та теоретичні досягнення Еванса (зокрема хронолоґія історії Стародавнього Криту) зрештою не переглядались.

## Біографія

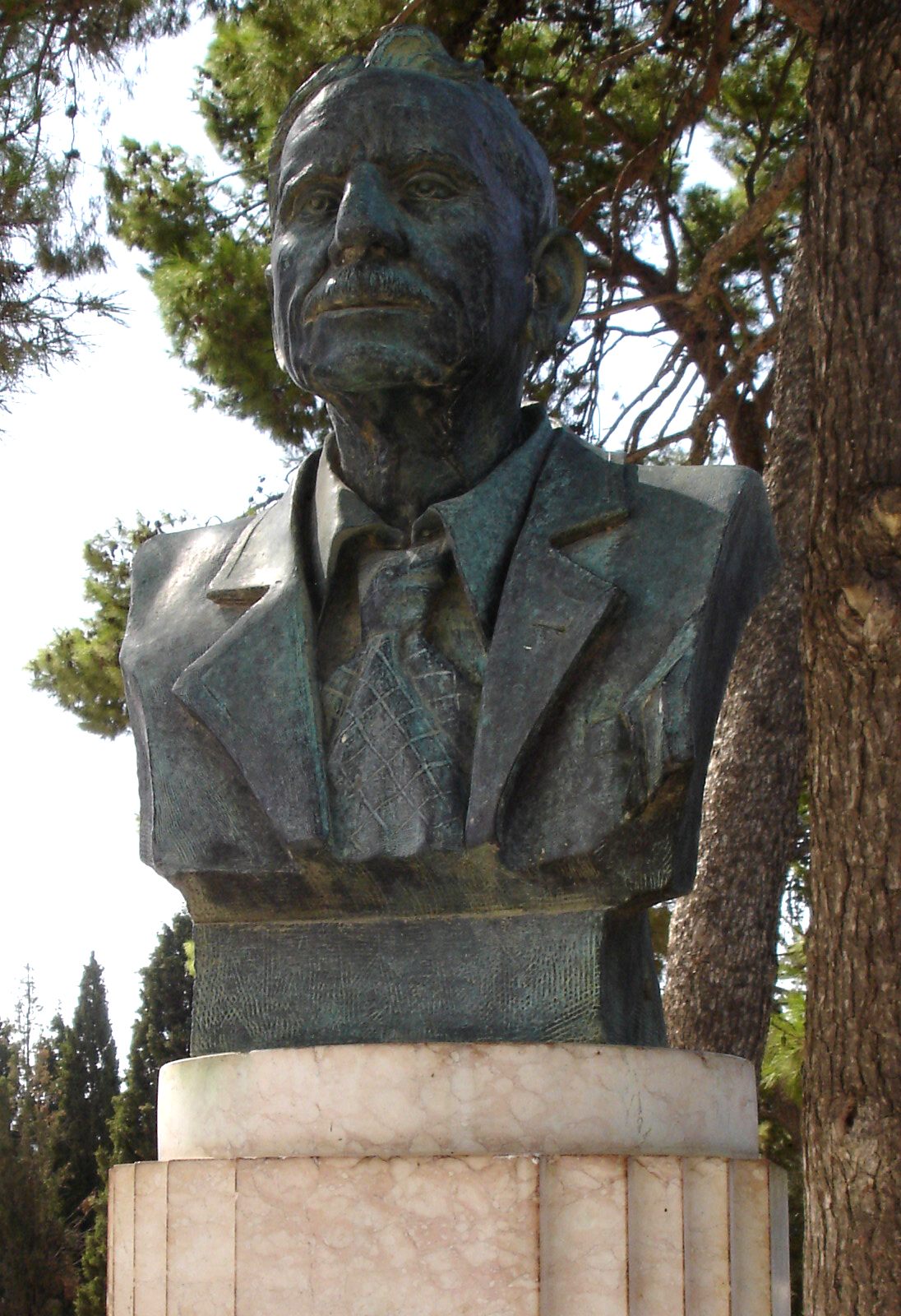
Бюст Артура Еванса, встановлений у Кносському палаці

Артур Еванс народився в містечку Неш-Міллз у Хартфордширі, в сім'ї Джона Еванса, промисловця, геолога, археолога-аматора і збирача пам'яток старовини.
Здобув освіту у школі Харроу, Оксфорді та Геттінгені, подорожував Балканами, в 1873 році відвідав Фінляндію та Лапландію. Прибувши на Балкани в 1875 р. як кореспондент «Манчестер Гардіан», Еванс залишався там до 1882 р., коли австрійська влада заарештували його за участь у повстанні у Далмації. Після звільнення повернувся в Великої Британії. У 1884 р. був обраний хранителем оксфордського музею «Ашмола». Після 1909 р. Еванс став почесним хранителем музею.
На Критські стародавності Еванс звернув увагу в 1893 році, вивчаючи ювелірні вироби мікенської цивілізації, що незадовго до цього були відкриті Генріхом Шліманом при розкопках Мікен і Орхомена. У 1894 р. Еванс обстежив Крит у пошуках печаток, які часто знаходили на острові, причому місцеві жінки використовували їх як амулети (так зване, «молочне каміння»). Він ініціював розкопки прадавнього міста Кносс і почав переговори про роботи на ділянці поблизу Кандії, де в 1878 р. були виявлені міський мур та мікенська кераміка. У березні 1900 р. Еванс зміг взятися за розкопки. У перший же тиждень він знайшов прикрашені фресками стіни, домікенську кераміку та глиняні таблички з написами. До кінця сезону від землі була звільнена чверть комплексу Кносського палацу, який нагадав вченому давньогрецькі розповіді про лабіринти царя Міноса та навів його на думку назвати палац «Палацом Міноса», а цивілізацію — мінойською.

### Основні праці
Перший том головної роботи Еванса «Палац Мінос» в Кноссі (англ. The Palace of Minos at Knossos) був опублікований у 1921 році, четвертий і останній — в 1936 р. Тут зібрані не тільки дані про розкопки палацу, але й енциклопедичне зведення усіх даних про мінойську цивілізацію Криту із замальовками старожитностей із Маллії, Феста, Агіа-Тріада і багатьох інших пам'яток, знайдених на острові. В основу роботи покладена розроблена Евансом хронологічна схема мінойської цивілізації, що поділяються на ранню, середню та пізню. Запропоновану вченим хронологію, а також її співвідношення із хронологією Єгипту і материкової Греції розкритикували ще до завершення роботи Еванса і вона й досі є предметом суперечок.
Вивчення мінойського ієрогліфічного письма Еванс розпочав 1894 року. Ці дослідження він повністю описав у роботі «Scripta Minoa I» (1909), що містить каталог і дослідження кам'яних печаток та інших знахідок. Повна публікація текстів глиняних табличок з написами лінійним письмом Б з Кносського палацу за життя Еванса так і не з'явилася, хоча в 4 томі «Палацу Мінос» він дав опис основних категорій документів.

## Нагороди
- У 1936 р. — Медаль Коплі.
- Медаль Хантінгтона[it]
- Медаль Королівського нумізматичного товариства[it]